# Пьерфит-Несталас
Пьерфи́т-Нестала́с (фр. Pierrefitte-Nestalas, окс. Pèirahita e Nestalàs) — коммуна во Франции, находится в регионе Юг — Пиренеи. Департамент — Верхние Пиренеи. Входит в состав кантона Аржелес-Газост. Округ коммуны — Аржелес-Газост.
Код INSEE коммуны — 65362.

## География

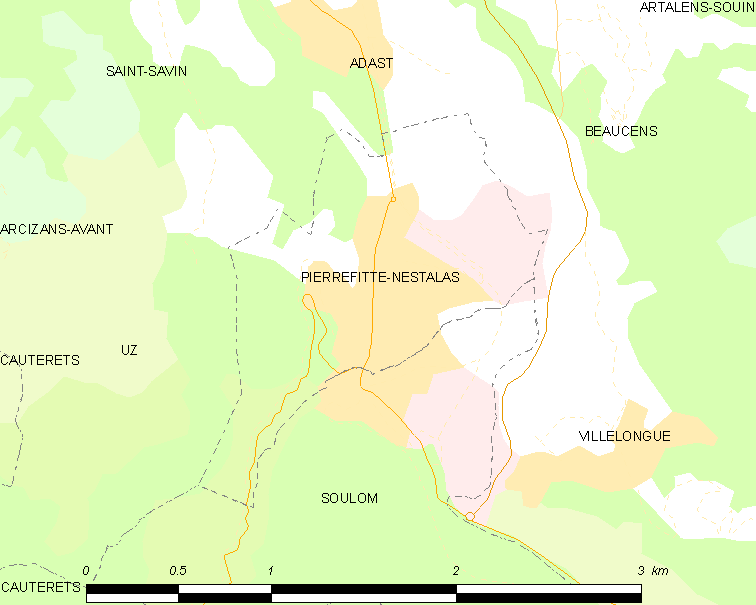
Карта коммуны

Коммуна расположена приблизительно в 690 км к югу от Парижа, в 145 км юго-западнее Тулузы, в 33 км к югу от Тарба.
По территории коммуны протекают реки Гав-де-По и Гав-де-Котре.

## Население
Население коммуны на 2010 год составляло 1266 человек.
| 1962 | 1968 | 1975 | 1982 | 1990 | 1999 | 2010 |
| ---- | ---- | ---- | ---- | ---- | ---- | ---- |
| 2172 | 2054 | 1619 | 1527 | 1322 | 1260 | 1266 |

## Администрация
| Период | Период | Фамилия                | Партия                   | Примечания |
| ------ | ------ | ---------------------- | ------------------------ | ---------- |
| 2001   | 2020   | Ноэль Перейра-да-Кунья | Радикальная левая партия |            |

## Экономика
В 2010 году среди 732 человек трудоспособного возраста (15—64 лет) 532 были экономически активными, 200 — неактивными (показатель активности — 72,7 %, в 1999 году было 69,0 %). Из 532 активных жителей работали 473 человека (252 мужчины и 221 женщина), безработных было 59 (22 мужчины и 37 женщин). Среди 200 неактивных 58 человек были учениками или студентами, 87 — пенсионерами, 55 были неактивными по другим причинам.

## Достопримечательности
- Церковь Св. Петра (XIV век). Исторический памятник с 1942 года[3]

## Фотогалерея

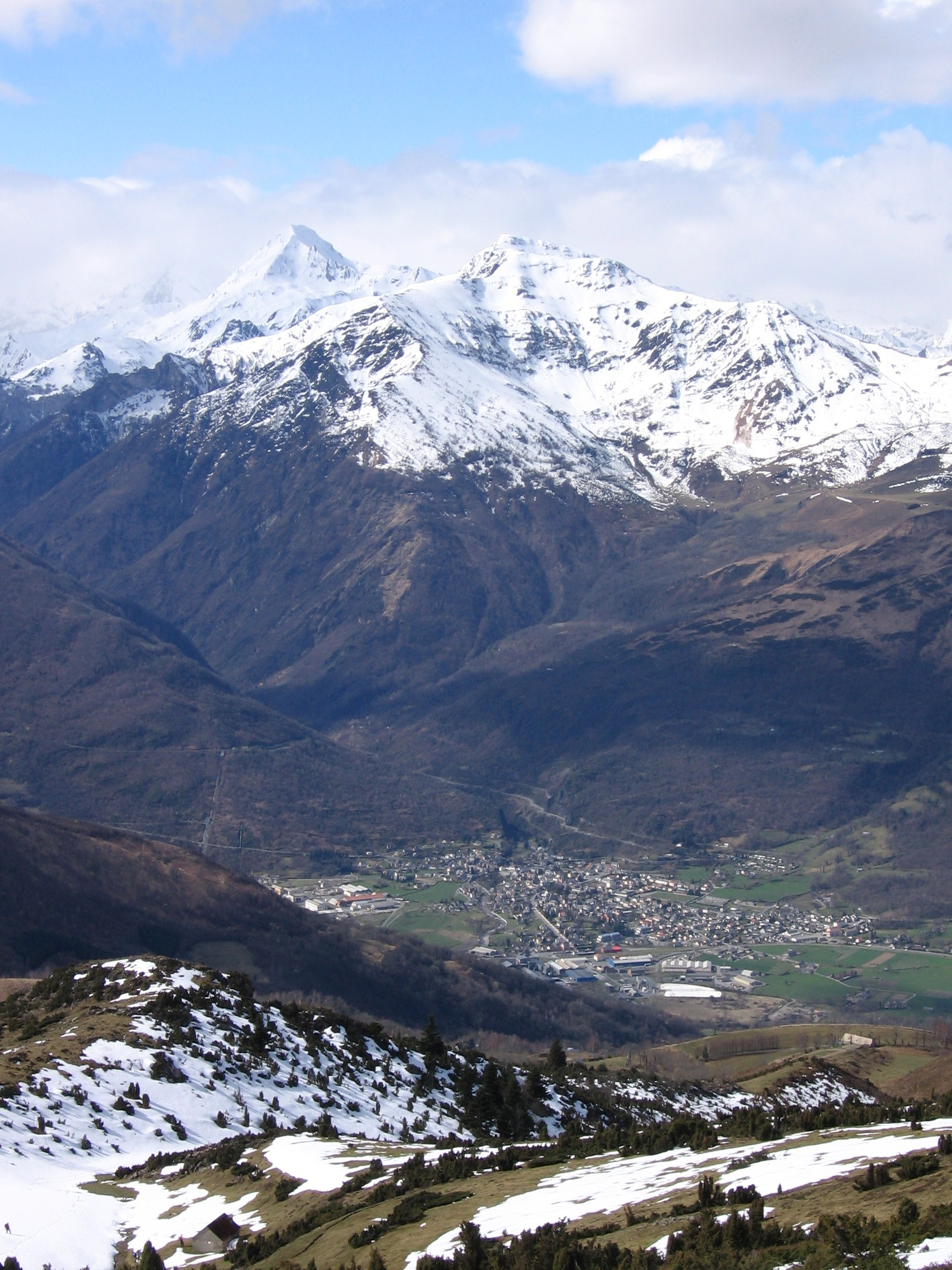
Пьерфит-Несталас
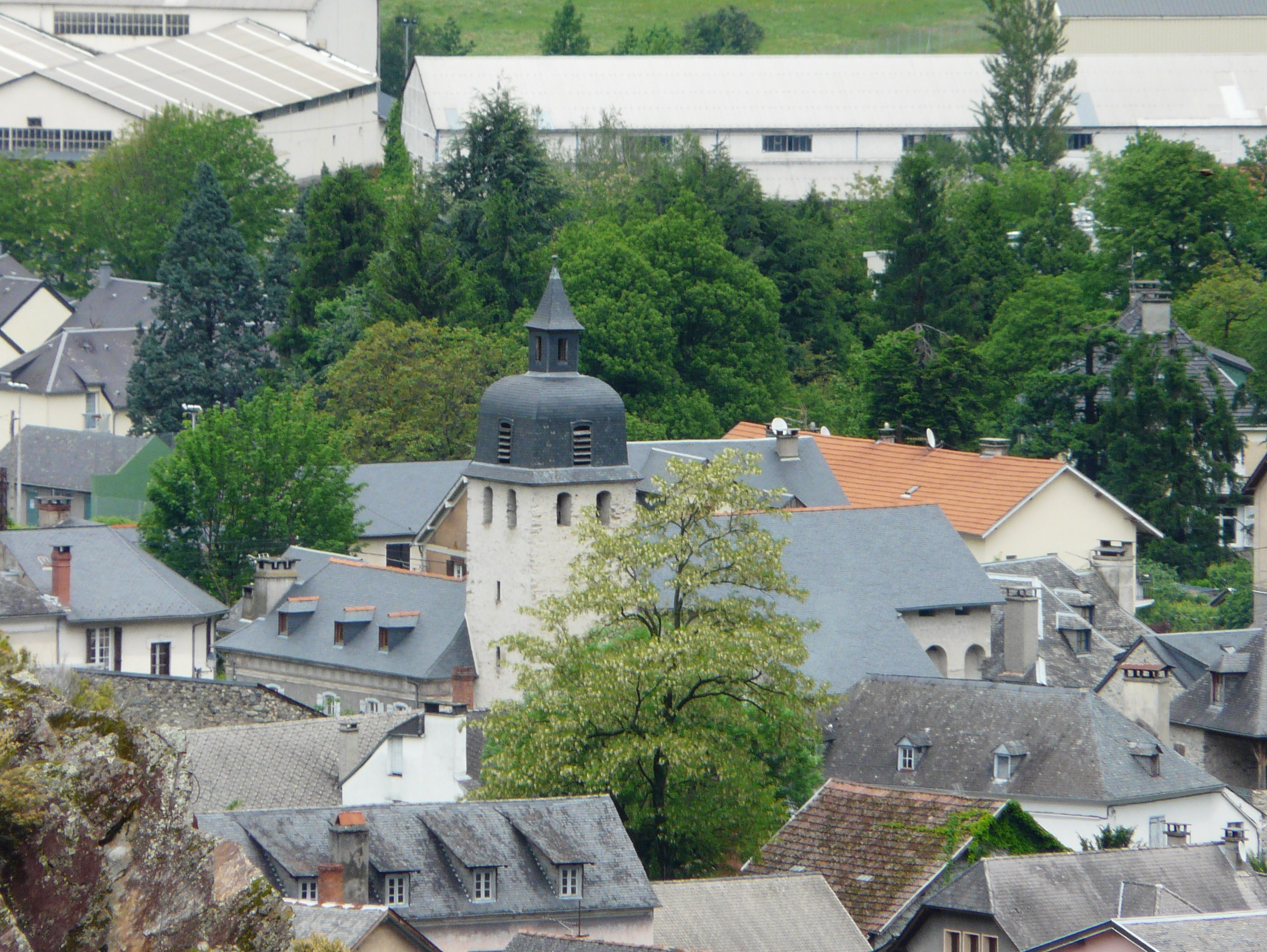
Пьерфит-Несталас
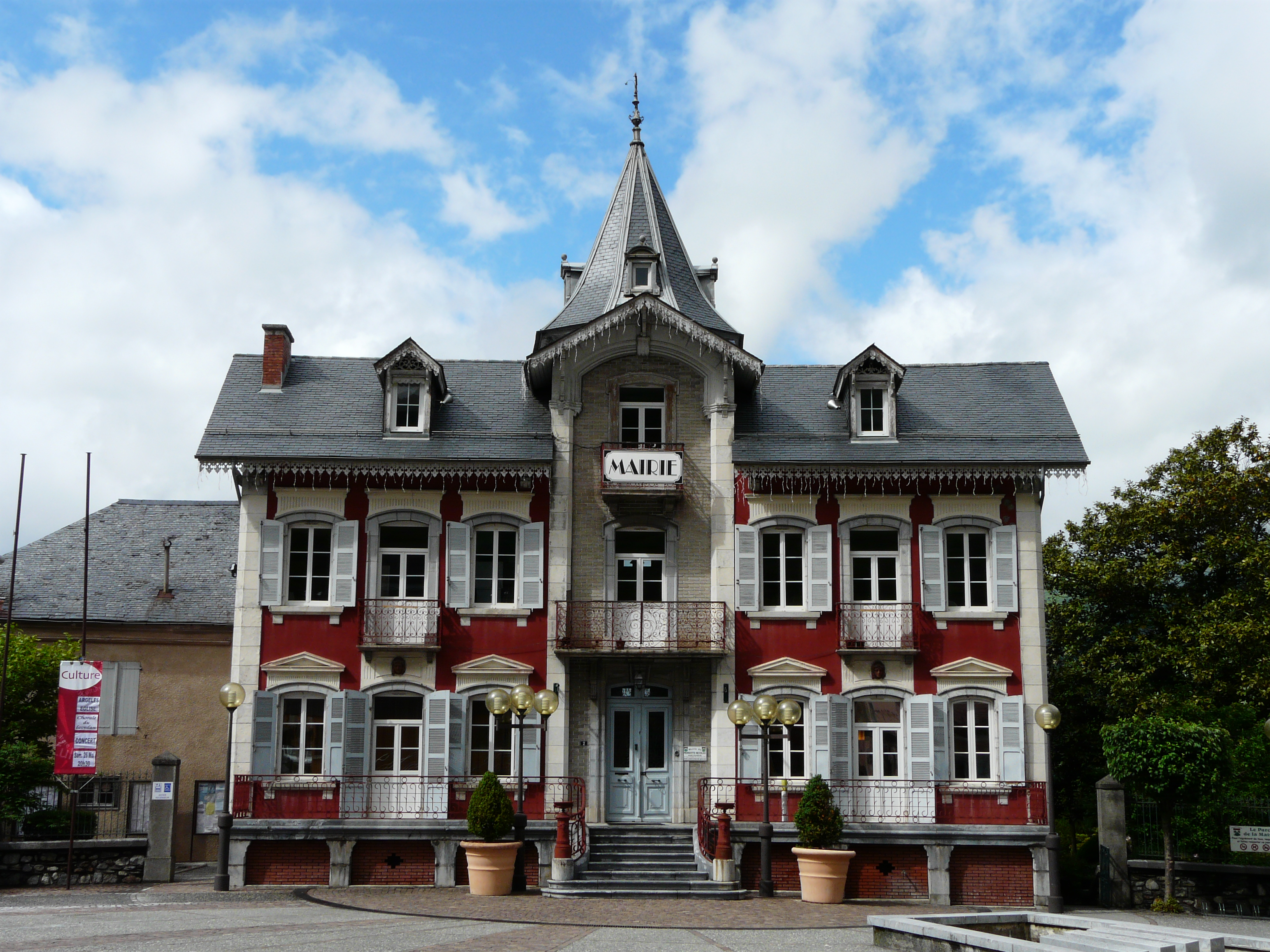
Мэрия
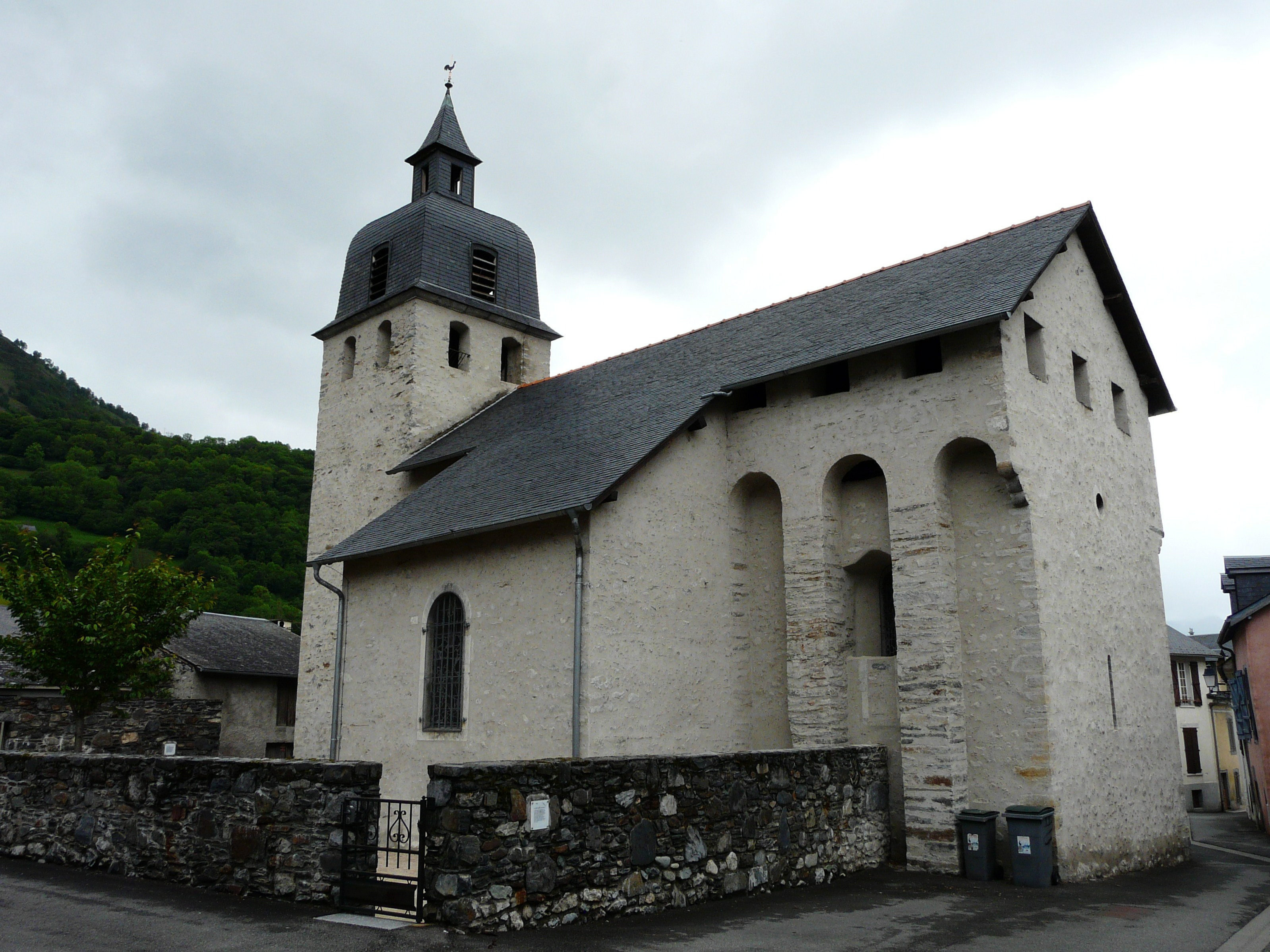
Церковь Св. Петра
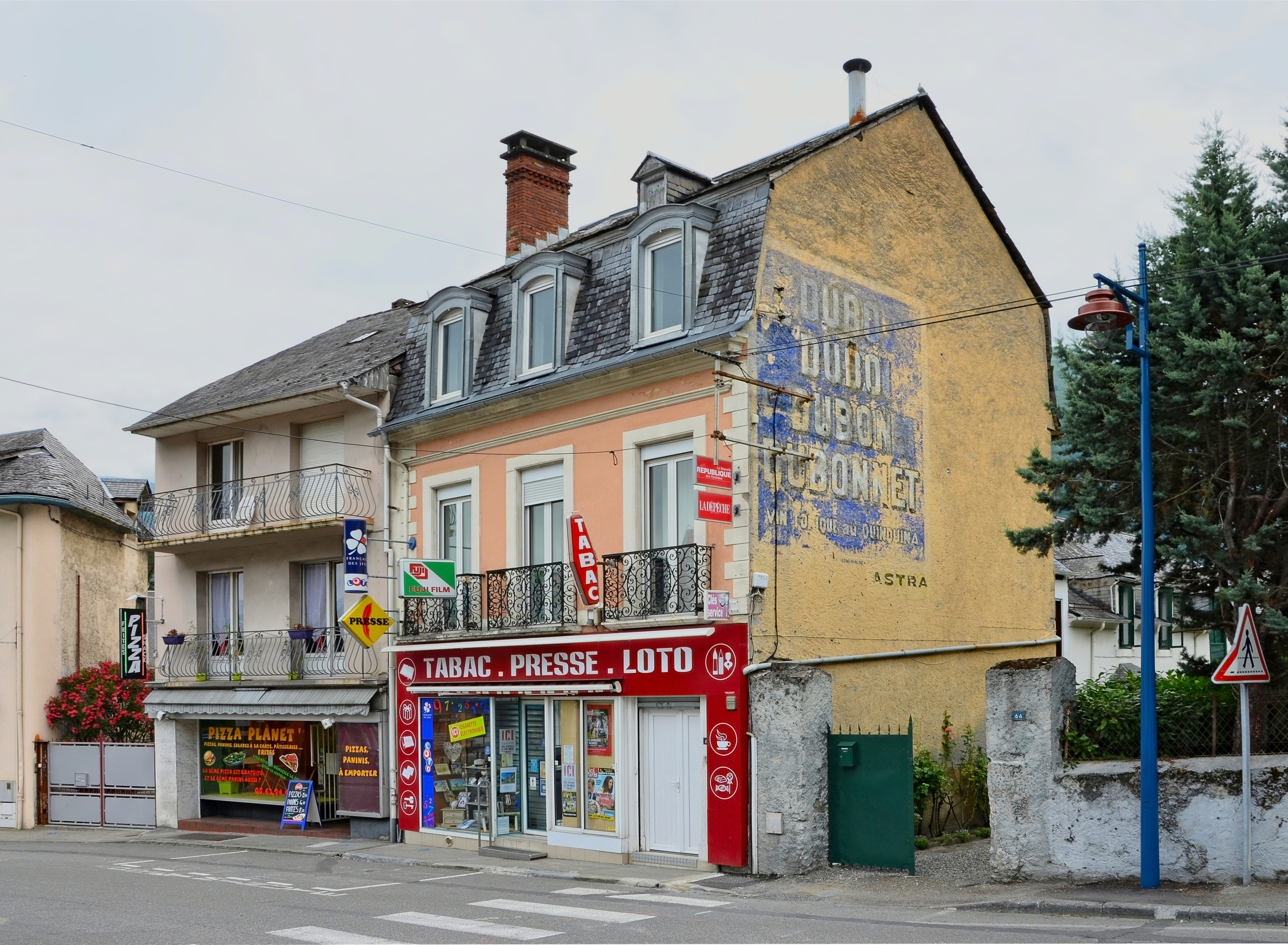
Пиццерия и газетный киоск